# Narcissus serotinus
Narcissus serotinus är en amaryllisväxtart som beskrevs av Carl von Linné. Narcissus serotinus ingår i släktet narcisser, och familjen amaryllisväxter. Inga underarter finns listade i Catalogue of Life.

## Bildgalleri

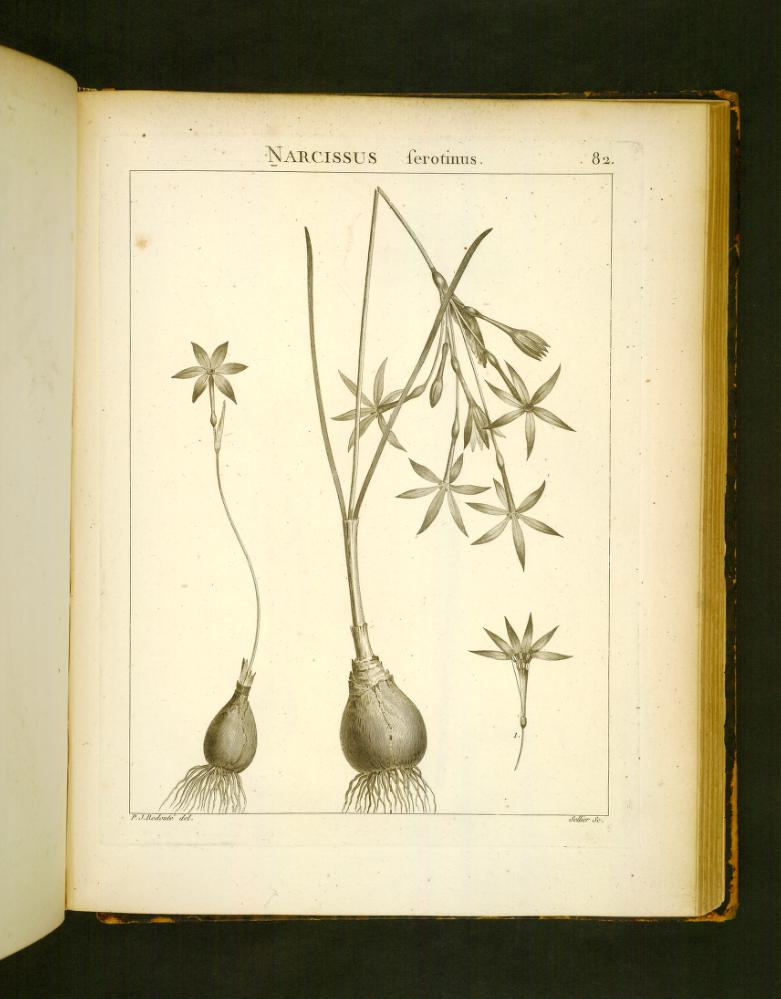
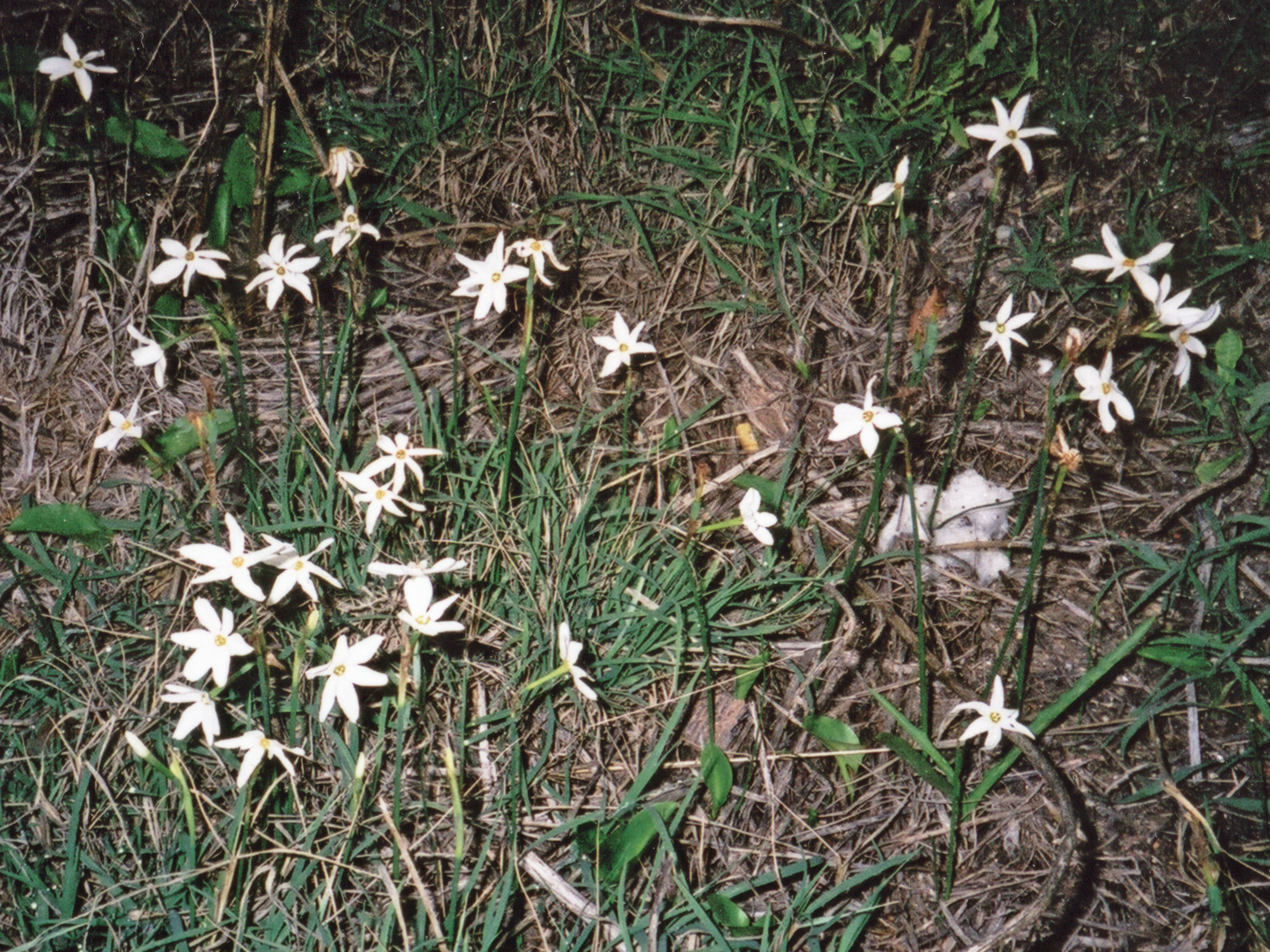
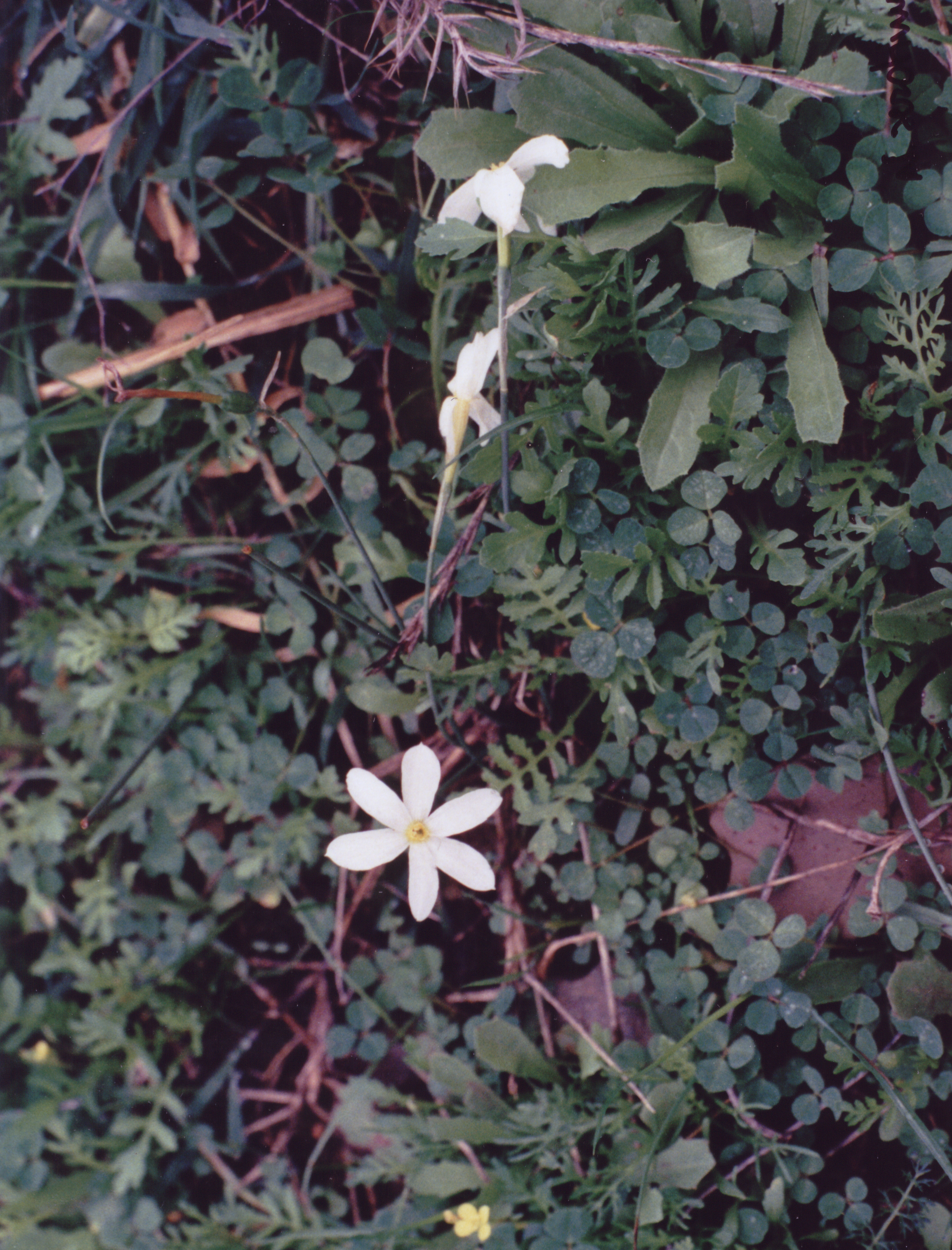
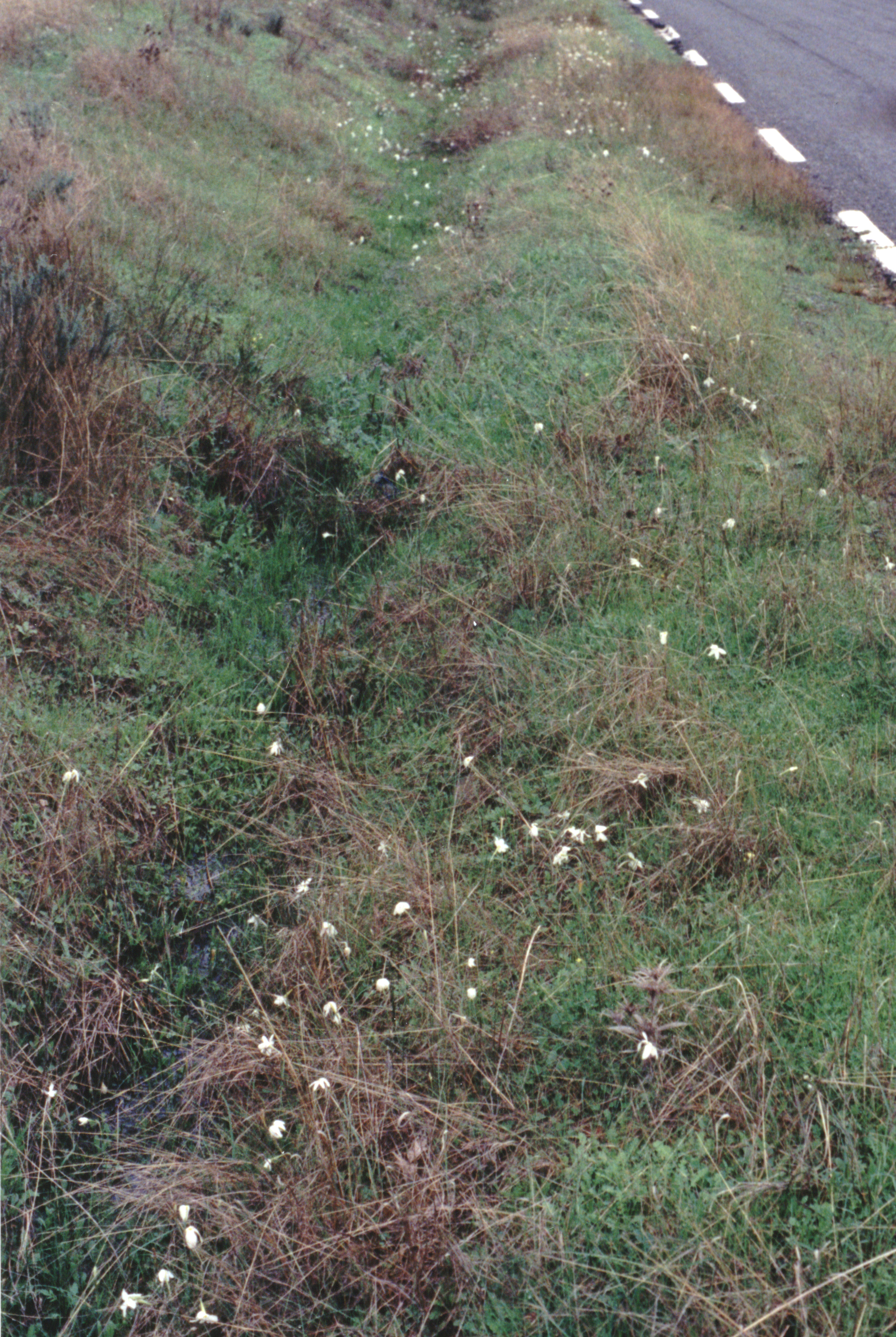
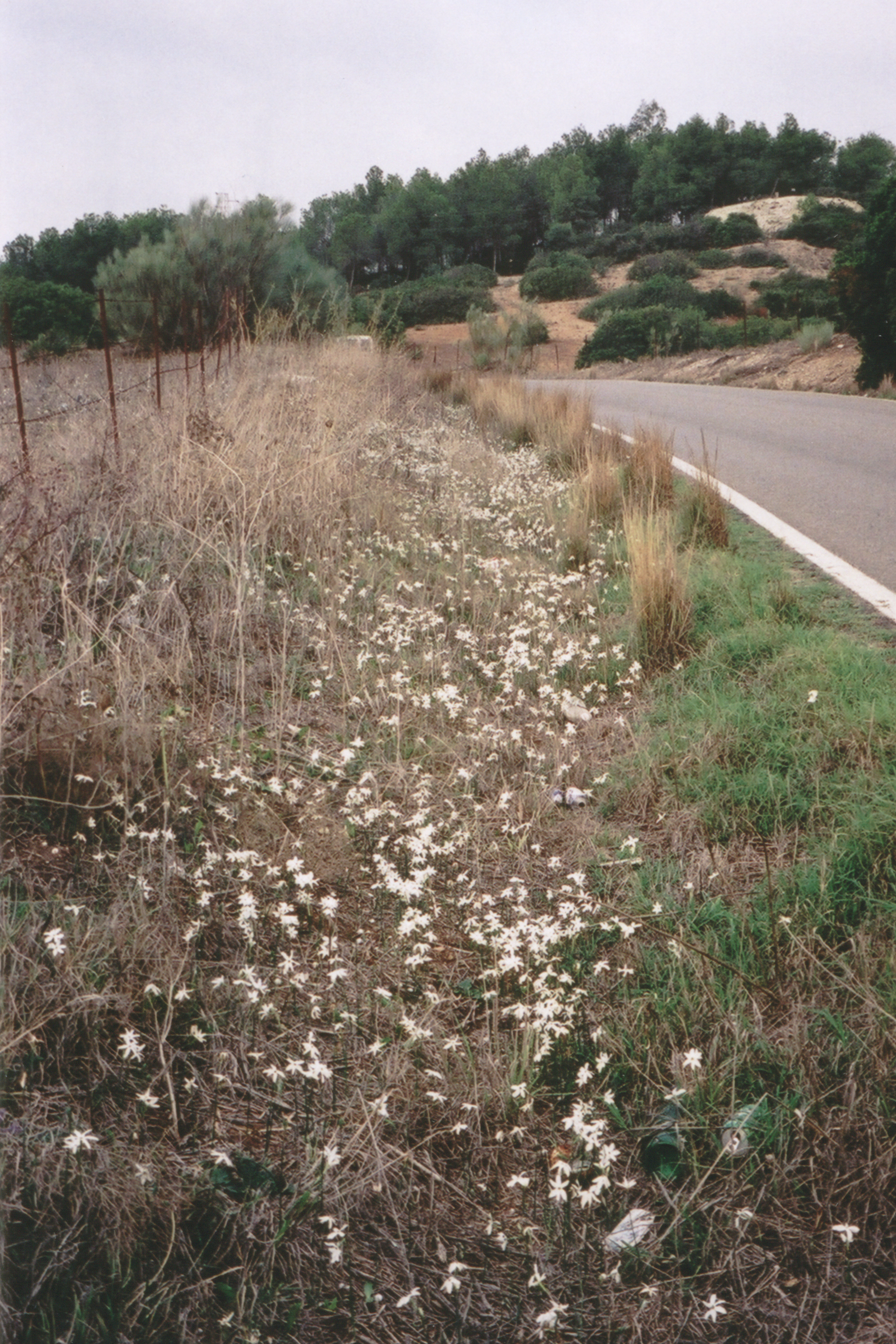